# (5712) Funke
(5712) Funke ist ein Asteroid des Hauptgürtels, der am 25. September 1979 vom tschechischen Astronomen Antonín Mrkos am Kleť-Observatorium (IAU-Code 046) in der Nähe der Stadt Český Krumlov in Böhmen entdeckt wurde.
Der Himmelskörper gehört zur Gefion-Familie, einer Gruppe von Asteroiden des mittleren Hauptgürtels, die nach (1272) Gefion benannt wurde. Früher wurde die Gruppe auch als Ceres-Familie bezeichnet (nach (1) Ceres, Vincenzo Zappalà 1995) und Minerva-Familie (nach (93) Minerva, AstDyS-2-Datenbank).
Der Asteroid wurde am 9. März 2010 nach dem tschechischen Fotografen Jaromír Funke (1896–1945) benannt, der als einflussreichster Vertreter der tschechischen Avantgarde-Fotografie und exponiertester Vertreter der Neuen Sachlichkeit in der Tschechoslowakei der Zwischenkriegszeit gilt.